# Piekło (Szarbia Zwierzyniecka)
Piekło – część wsi Szarbia Zwierzyniecka w Polsce, położona w województwie świętokrzyskim, w powiecie kazimierskim, w gminie Skalbmierz.
W latach 1975–1998 Piekło administracyjnie należało do województwa kieleckiego.